# Bad as the Boys
«Bad as the Boys» (с англ. — «Плохая, как парни») — сингл шведской певицы Туве Лу с участием финской певицы ALMA, выпущенный 2 августа 2019 года в качестве второго сингла с ее четвертого альбома Sunshine Kitty.

## Запись
Сингл был записан в студиях MXM в Лос-Анджелесе, House Mouse Studios в Стокгольме и Fried Studios в Хельсинки. Лу анонсировала сингл в клипе, опубликованном в социальных сетях 30 июля, показав, как она поет часть песни а капелла. На следующий день она показала первые четыре трека с альбома Sunshine Kitty.

## Критика
Сингл получил в целом положительные отзывы, причем критики хвалили его постановку и текст. Майк Васс из Idolator назвал трек потрясающим. Стивен Доу из Billboard назвал песню легким летним бопом.

## Чарты
| Чарт (2019)                            | Высшая позиция |
| -------------------------------------- | -------------- |
| Новая Зеландия (RMNZ)                  | 14             |
| Швеция (Heatseeker, Sverigetopplistan) | 9              |